# Lalon-Shah-Brücke
Die Lalon-Shah-Brücke (bengalisch লালন শাহ সেতু) ist eine 1,8 Kilometer lange Straßenbrücke über die Padma in Bangladesch. Die im Jahr 2004 eröffnete Brücke wurde nach Lalon Shah, einem bengalischen Mystiker, Sozialreformer, Baul und Dichter aus dem 18./19. Jahrhundert benannt.

## Geschichte
In den Jahren 1910 bis 1915 wurde nahe dem Ort Pakshey im heutigen Bangladesch (damals Teil Britisch-Indiens) die Hardinge-Brücke als zweispurige Eisenbahn-Fachwerkbrücke über die Padma gebaut. Konstruktion und Bau bedeuteten für die damalige Zeit eine technische und logistische Höchstleistung. Die Hardinge-Brücke blieb fast 90 Jahre lang die einzige Brücke über die Padma. Sie war jedoch ausschließlich als Eisenbahnbrücke (mit Fußgängerweg) konzipiert. Mit dem aufkommenden Autoverkehr wuchs der Bedarf nach einer Straßenbrücke.
Im April 1997 wurde mit dem Bau einer Straßenbrücke nur 300 Meter flussabwärts der Hardinge-Brücke begonnen. Durch den nahen Bau an einer schon errichteten Brücke konnte man die schon vorhandenen Flussbefestigungen nutzen und musste diese nicht vollständig neu planen und durchführen. Die Baudurchführung erfolgte durch das chinesische Major Bridge Engineering Bureau. Am Bau waren 300 chinesische und 1.400 bangladeschische Arbeiter bzw. Fachkräfte beschäftigt. Die ursprüngliche Bauplanung sah eine Bauzeit von 55 Monaten vom April 1997 bis zum Oktober 2001 vor. Die tatsächliche Bauausführung verzögerte sich jedoch erheblich, was vor allem auf Organisationsdefizite bei Ausschreibungen zurückgeführt wurde, so dass die Brücke erst im Februar 2004 fertiggestellt war. Der projektierte Kostenrahmen wurde jedoch eingehalten und sogar etwas unterschritten.
Am 18. Mai 2004 wurde die Brücke durch die damalige Premierministerin Khaleda Zia in einer feierlichen Zeremonie für den Verkehr freigegeben.

## Technische Daten, Baukosten
Die Gesamtkosten des Baus beliefen sich auf 10,65 Milliarden Taka (umgerechnet knapp 200 Millionen US$). Davon kamen 2,45 Milliarden von der Regierung Bangladeschs und der Rest als Kredit von der Japanischen Bank für Internationale Zusammenarbeit, der über 30 Jahre zurückzuzahlen ist.
Ziel des Brückenprojektes war es vor allem, den unterentwickelten Nordwesten (heutige Divisionen Rajshahi und Rangpur) besser an den Südwesten, insbesondere an den Überseehafen in Mongla anzubinden. Die Verkehrsprognosen erwiesen sich allerdings zumindest in den ersten Jahren nach der Eröffnung als zu optimistisch. Im Jahr 2007 überquerten täglich 1.599 Kfz die Brücke, während die Planungen von 3.316 ausgegangen waren. Dennoch beurteilten die Kreditgeber das Projekt insgesamt als Erfolg.
Die Brücke ist 1786 Meter lang. Die Überbauten ruhen auf 18 Betonpfeilern, die ihrerseits auf in den Boden gerammten Metallpfeilern gegründet sind, nach einem analogen Konstruktionsprinzip wie bei der 1998 eröffneten Bangabandhu-Brücke. Der Abstand zwischen den Pfeilern beträgt 109,5 m und an den beiden Enden 2 × 75 Meter. Die Brücke wurde als Hohlkasten-Spannbetonbrücke im Freivorbauverfahren erbaut. Sie ist 18,3 Meter breit und trägt insgesamt vier Fahrbahnstreifen (je zwei pro Richtung). Auf der westlichen Seite mussten 5,84 km Zufahrtsstraßen gebaut werden und auf der östlichen Seite 9,77 km. Für den Bau wurden 65.000 Tonnen Zement benötigt.
Die Benutzung der Brücke ist mautpflichtig, dafür befinden sich an beiden Enden Mautstationen.
Nahe der Brücke ist am östlichen Ufer das sehr umstrittene Kernkraftwerk Ruppur in Bau.

Verschiedene Ansichten der Brücke
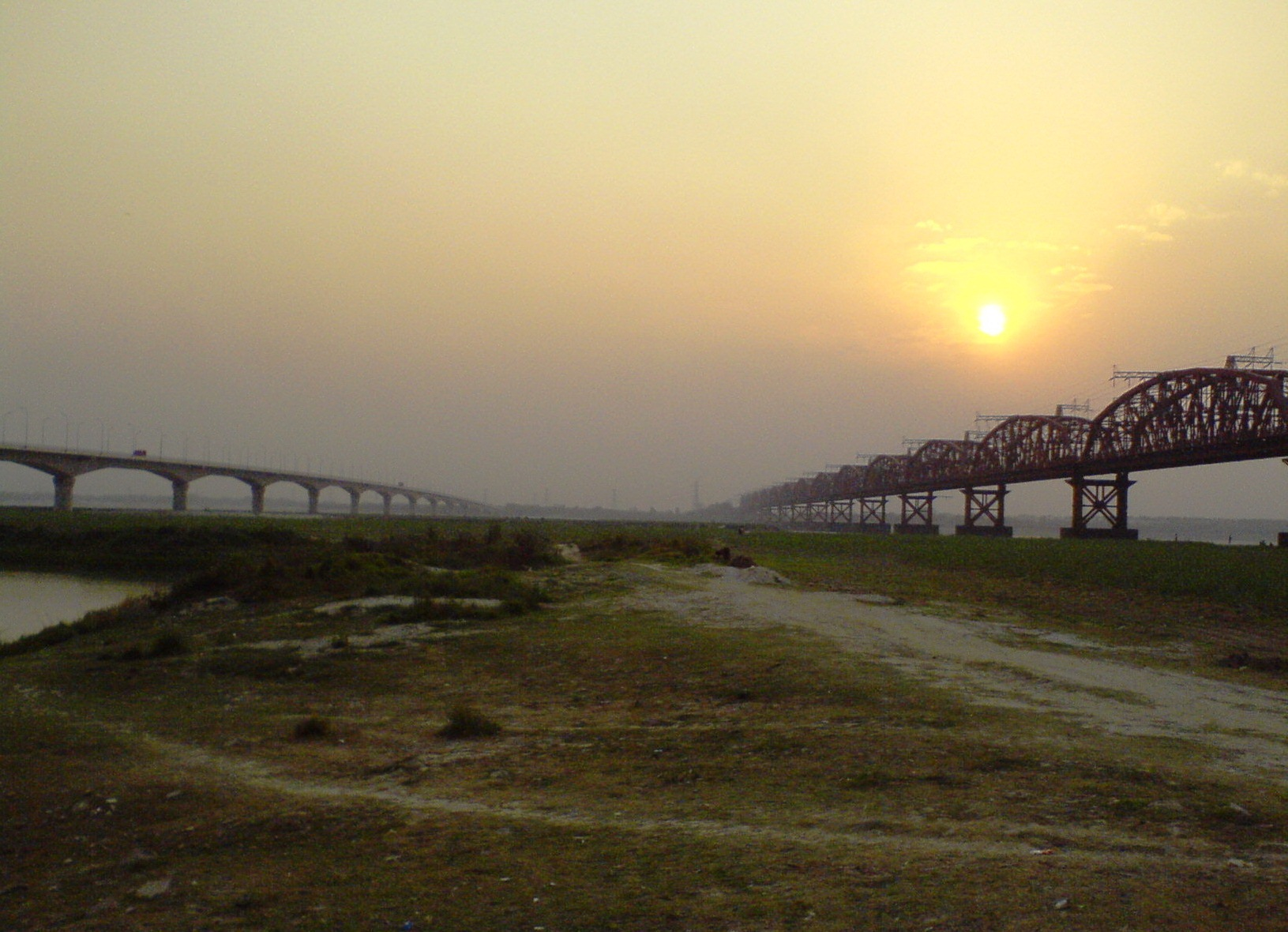
Lalon-Shah-Brücke (links) und Hardinge-Brücke
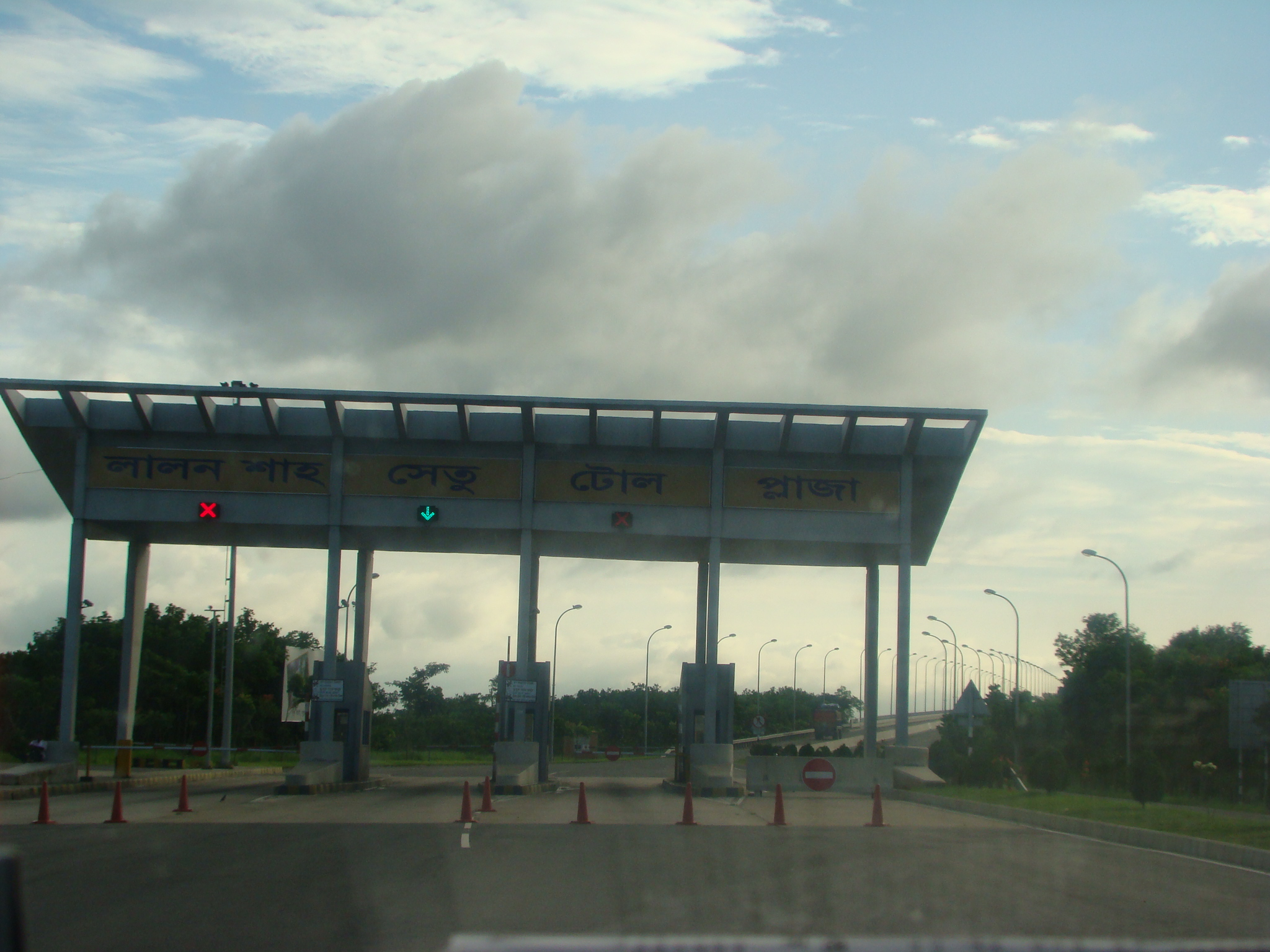
Mautstelle
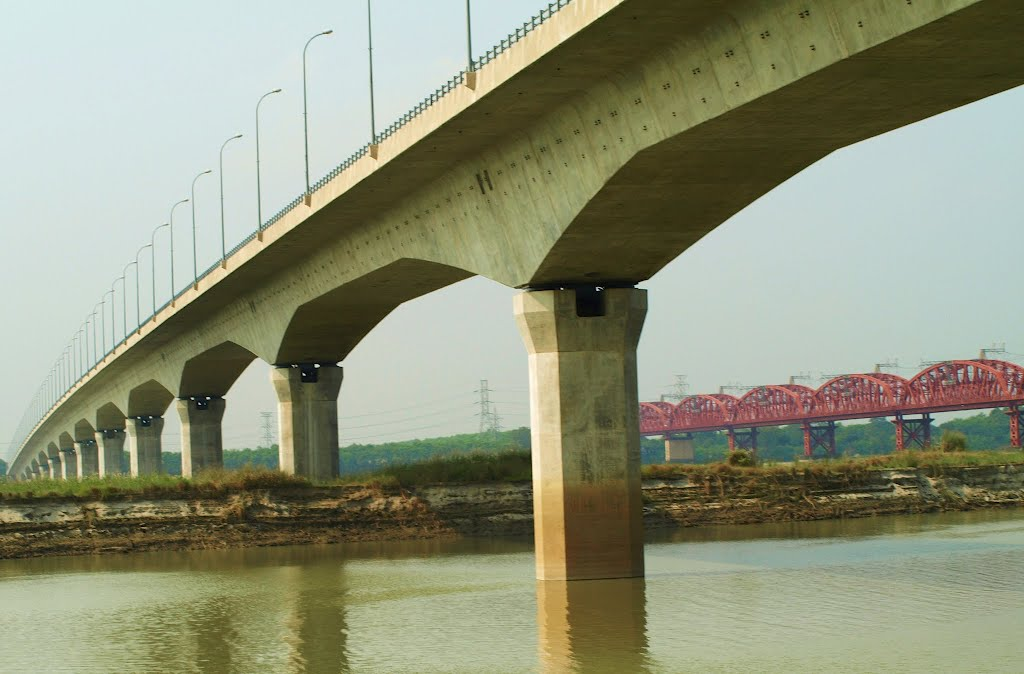
Lalon-Shah-Brücke (vorne) und Hardinge-Brücke
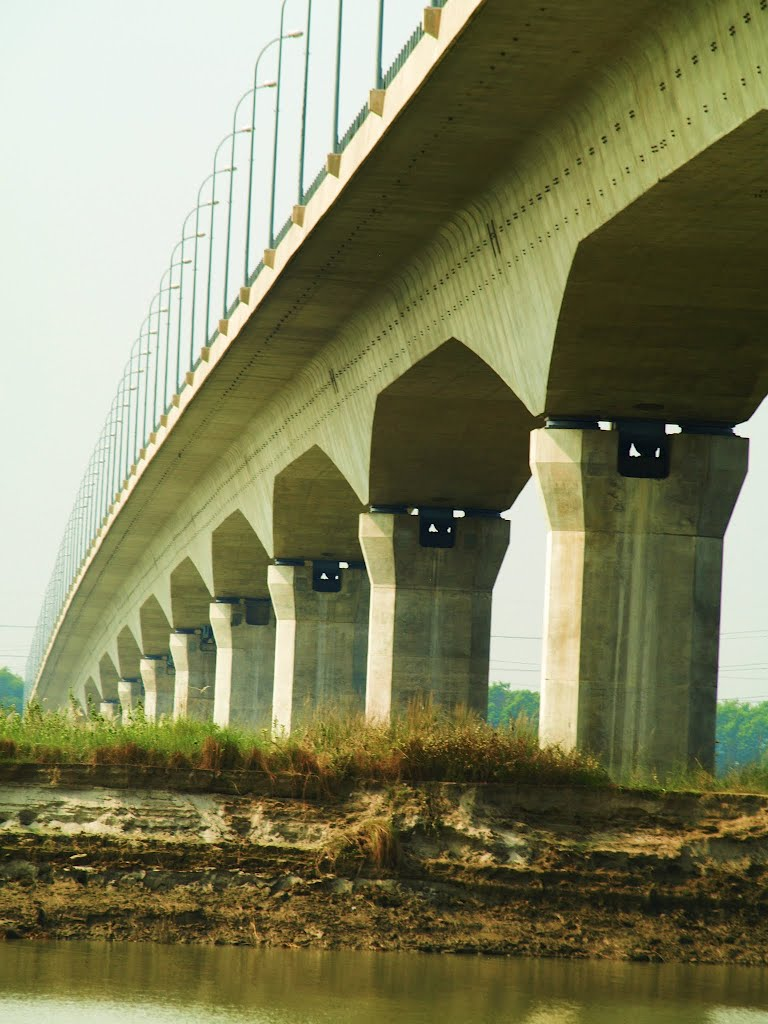
Brückenansicht von unten